# Breezy Point
Breezy Point – miasto w Stanach Zjednoczonych, w stanie Minnesota, w hrabstwie Crow Wing.